# Lakers versus Celtics and the NBA Playoffs
Team USA Basketball är ett basketdatorspel som utvecklats och släpptes av Electronic Arts. Den släpptes först 1989 för MS-DOS-kompatibla datorer och för Sega Mega Drive/Genesis 1991. Spelet var mycket framgångsrikt; Det var det första spelet som godkändes av NBA och var den första som innehöll flera NBA-stjärnor och lag i ett spel. Spelets titel hänvisar till 1980-talets rivalitet mellan Boston Celtics och Los Angeles Lakers. Det är det första spelet i NBA Playoffs-serien av spel.